# 2018 UA
2018 UA est un petit Astéroïde Apollon proche de la Terre qui a survolé de la Terre le 19 octobre 2018 à une distance d'environ 7 300 à 15 350 km et à une vitesse de 50 760 km/h.